# (10527) 1990 UN1
1990 يو أن 1 (ويعرف أيضًا باسم (10527) 1990 يو أن 1 وفق تسمية الكوكب الصغير) (بالإنجليزية: 1990 UN1)‏ هو كويكب ضمن حزام الكويكبات؛ وترتيبه 10527 من حيث الاكتشاف.
اكتُشف هذا الجُرم الفلكي بواسطة Atsushi Sugie ‏ في 20 أكتوبر 1990.

## وصلات خارجية
- (10527) 1990 UN1 في قاعدة بيانات مختبر الدفع النفاث لأجرام النظام الشمسي الصغيرة

- الاكتشاف · مخطط المدار ·  العناصر المدارية · المعلمات المادية

- (10527) 1990 UN1 على موقع ويكي سكاي: DSS2, SDSS, GALEX, IRAS, Hydrogen α, X-Ray, Astrophoto, Sky Map, Articles and images